# 北口和皇
北口 和皇（きたぐち かずこ、1958年4月11日 - ）は日本の政治家。元熊本市議会議員（7期）。

## 経歴
1958年4月11日、熊本県熊本市に生まれる。熊本市立必由館高等学校卒業。税理士学校で学んだあと、1988年の熊本市議会議員選挙に祖父政義の後継者として立候補するが、落選した。1991年、再び市議選に無所属で立候補して今度は初当選を果たした。2018年3月26日、地方自治法で禁止されている議員の兼業をしていると本会議で決議されて失職した。北口はこれを不服として、4月10日、取り消しを求める申立書を熊本県知事に郵送した。これを受け蒲島郁夫熊本県知事は7月11日付で市議会の議決を取り消す裁決を下した。これにより、議決された3月26日に遡って復職した。2019年4月7日、8選を目指して市議選に中央区選挙区から立候補したが、定数11に対し14位で落選した。2023年4月9日、中央区選挙区から立候補したが、定数12に対し15位で再び落選した。選挙後の5月29日、自身への投票を呼びかける文書を違法に配ったとして公職選挙法違反（法定外文書頒布）容疑で逮捕された。11月21日、熊本地方裁判所から罰金30万円と公民権停止3年の判決を言い渡された。

## 騒動

### セクハラ被害
1991年12月13日、馬場三則熊本県議会議員を強制わいせつと侮辱罪で熊本地方検察庁に告訴した。北口は、同年6月20日、胸を水平に空手チョップのように叩（たた）かれたり、右胸を鷲掴（わしづか）みにされたと訴えている。これに対し、馬場は胸の辺りに触れたことは認めているが破廉恥な行為でなかったと主張している。1992年3月23日、熊本地検は馬場の言動を暴行罪と侮辱罪に当たると認定したが、強制わいせつ罪については認定しなかった。その上で、社会的制裁を受けたことと、酔った上での偶発的行為だったとして起訴猶予処分とした。一方、同年6月9日、北口が本会議で「議会はいい加減と言われても仕方がない」と発言したことに対し翌10日に懲罰動議が可決された。そして、同月15日、懲罰特別委員会は北口に陳謝の懲罰を科すことに決定した。翌16日、本会議で懲罰が可決されたが北口は議場で倒れこんで入院したため、懲罰の執行停止を可決した。これに関して全国フェミニスト議員連盟は熊本市議会に懲罰の撤回を求める申し入れをしている。

### 不当要求

#### 調印式妨害
2015年3月16日、熊本市の食肉センター廃止に伴う機能移転の調印式が市役所で行われる予定であったが、北口が大声を出したため調印式が中止になった。式の出席者はその後、市議会に陳情書を提出した。6月24日に開かれた議会運営委員会で、陳情書を出した男性は「心身に影響を及ぼしかねない恐怖感を抱くような罵声を浴びせた」と指摘し、式に同席していた高田晋副市長は陳情内容がほぼ事実であることを認めた。北口は畜産業者を北口に紹介した男性が欠席していることに気づくと、「調印は認められない」などど大声で発言して、机を手や資料で何度も叩いたとされている。この件に関し、大西一史市長は「言葉の暴力で物事が歪（ゆが）められるのは極めて問題」などと話している。この日の委員会で、市の政治倫理条例に市議の不当介入を禁止する規定を盛り込むことを検討する方針を決定した。北口はこの日の議会を欠席し、取材依頼に対しては「入院中で対応できない」と回答している。9月14日、北口の行為が市行政への不当要求行為に相当すると結論付けた報告書が、大西から満永寿博議長に手渡された。

#### 工事見送り問題
2014年度に市が予算化した東区画図地区の農業関係7件の工事が市漁業協同組合長である北口の事前了解が得られなかったとして、見送られていたことが2015年7月23日にわかった。漁協の同意は必要ないが、工事によって濁った水が無田川に流れ込む懸念があったため、漁協に事前説明することを計画した。しかし、北口は関係する農区の農区長全員の出席がないことを理由に拒否した。けっきょく、年度内の着工は見送られ、他地域の工事に予算が付け替えられた。取材に対し、北口は「2014年度は画図自体がまとまっていないのではないかと思い、調整を求めた」と答えている。

#### 1度目の辞職勧告
2015年11月4日に開かれた議会運営委員会で北口は、調印式での言動を「深く反省している」と謝罪した。一方で、農業関係工事7件の着工を市が見送った件については「私に工事を止める権利は無い」と述べた。市議会は同月27日、市に不当な要求をして、議会への市民の信頼を失墜させたとして辞職勧告決議を全会一致で可決した。北口は取材に対し、「重く受け止めている。支持者のみなさんと相談する」と述べた。

#### 競輪解説への出演要求
2016年9月6日、過去に市主催の競輪大会に、北口と親しい元選手を解説者として起用することを求める要求をしていたことがわかった。要求は2013年9月で、翌月に開催されるレースの場内解説者に親しい元選手の起用を市競輪事務所に要求した。しかし、既に解説者は決定していたため翌年に検討することを事務所側は約束したが、北口は納得せずに職員に対して、叱責を続けた。市は翌年のレースで元選手にレース解説を依頼した。すると、北口は別の元選手の出演を求めたため、市は別イベントの費用を回して対応した。市はこれらの要求を市行政への不当要求に当たると判断した。北口は取材に対し、「市が不当要求と判断したのは不本意」と述べている。

#### 2度目の辞職勧告
2016年10月18日、市政治倫理審査会は審査対象とした調印式妨害、工事見送り問題ほか1件について、いずれも市政治倫理条例違反に当たるとして北口に議員辞職を勧告した。これを受け、市議会は12月5日、再び全会一致で辞職勧告決議を可決した。北口は取材に対し、「市民のために続けたい」と述べている。

#### 不適正契約と3度目の辞職勧告
2017年11月7日、北口が代表理事を務める市漁協と市が結んだ業務委託契約などのうち5件について、地方自治法に違反して不適正であるという認定が外部監査でされた。原因として、調査に当たった弁護士は「北口市議の働きかけに市担当者が迎合したことが、不適正が生じた原因」と述べた。監査では北口に複数回面会を申し入れたが、応答が無かった。この責任を取って同月24日、大西と当時の担当局長、多野春光副市長を減給する考えを示した。また、同日市漁協に対し、業務委託費4件の一部と補助金1件の全額計122万円の返還請求をした。12月12日、北口に対し3度目の辞職勧告決議を全会一致で可決した。2018年2月20日、市議会の特別委員会は北口が代表理事を務める市漁協において、収入の過半が市からの委託事業で市と市漁協が請負関係にあり、地方自治法で禁止されている議員の兼職に当たると認定した。この中には、市が熊本県内水面漁連に委託し、市漁連に再委託された事業も含まれていたが当時、内水面漁連会長は北口が務めていた。3月1日、北口は反論の弁明書を沢田昌作議長に提出した。弁明書で北口は市漁連が市からの委託事業と、内水面漁連からの再委託事業は同一視出来ないと反論している。また、市漁連の賃貸収入を事業収入に組み込むと、市からの委託事業が収入の過半にならないとしている。

#### 議員「失職」
3月2日、北口の資格決定要求書が主要会派から提案された。同日、北口は本会議で反論したが、一部が事実に反するとして6日、沢田から該当部分の取り消しが命令された。19日に開かれた特別委員会で北口が議員資格を有しないことが決議された。そして、26日本会議で採決され、全会一致で兼業に当たると判断され「失職」した。北口は28日の記者会見で、不服申し立てをする意向を示し、翌年の市議選に立候補する意向も示した。

#### 復職
4月10日、北口は市議会の採決を不服として取り消しを求める申立書を熊本県知事に郵送した。県は13日にこれを受理した。そして、7月11日付で蒲島郁夫知事が市議会の採決を取り消す裁決を出し、3月26日に遡って議員に復職した。裁決では、内水面漁連からの再委託事業を請負業務には含まず、市からの請負が30.88%で主要部分を占めないと認定した。北口は12日に弁護士を通じて感謝を示すコメントを発表した。一方、市長の大西は「けじめをつけるべきだ」と述べている。同月25日、朽木信哉議長は到底容認できないとして、知事への申し入れ書を小野泰輔副知事に提出し、合わせて審理過程について情報公開請求をした。8月9日、県は見直しに応じないとする回答書を作成したが、朽木に受け取りを拒否された。9月4日、朽木は先の申し入れに再度回答することを求めた。26日小野が市議会を訪れ、市漁協を10月10日に立ち入り検査することを表明した。なお、裁決については受け入れることを改めて求めた。

#### 発言取り消し
2019年2月22日、一般質問で北口は「明確な根拠もないまま市議会が法的手段をとった」などど発言した。朽木は発言を取り消すように求めたが、見解の相違を理由にこれを拒否した。朽木は25日、職権で発言の取り消しを命じた。

### 公職選挙法違反
2023年5月29日、同年4月の熊本市議選で有権者に自身への投票を呼びかける違法な文書を配布したとして、北口と運動員の男が公職選挙法違反（文書図画の頒布）の疑いで逮捕された。必要な証紙の貼られていないビラが熊本市内から料金別納郵便で発送され、郵送分だけで数千通に上るとみられるほか、ポスティングでも配られていた。6月19日に同法違反の罪で北口が起訴された。運動員の男は処分保留で釈放され、10月24日、熊本地検は男を不起訴処分とした。ほかにも、文書を発送する作業を手伝っていたなどとして支援者の男女3人が書類送検されていたが、いずれも不起訴処分となった。
9月21日に熊本地裁で被告人質問があり、北口は「違法性の認識があった」と述べた。動機について北口は「立候補を決めたのが告示前日で当選は千%無理だと思っていたが、見苦しい票数で落選したくなかった」と説明。その上で「法定外文書だと分かっていた。当時は睡眠不足でネコにかまれて40度の熱があったから送ってしまった。本当に申し訳ないと思う」と答えた。
11月21日、熊本地裁は北口に罰金30万円と公民権停止3年の判決を言い渡した。平島正道裁判長は判決で「少なくない数の法定外文書を頒布し、民主主義の根幹を成す選挙の公正を害す身勝手な犯行」と指摘しつつ、「買収などの悪質な選挙違反ではない」と述べた。

## 親族
- 祖父 - 北口政義（熊本市議会議員）[1]

姪 - 北口和沙